# سيسيلي بيدرسن
سيسيلي بيدرسن (بالدنماركية: Cecilie Pedersen)‏ هي لاعبة كرة قدم دنماركية، ولدت في 19 مارس 1983 في الدنمارك في مملكة الدنمارك. شاركت مع منتخب الدنمارك لكرة القدم للسيدات.